# Seznam AAR oznak (Y)

## Y
- YAN  - Yancey Railroad
- YARR - Youngstown and Austintown Railroad
- YRC  - York Railway
- YKR  - Yorkrail; York Railway
- YS   - Youngstown and Southern Railway
- YSDX - Youngstown Steel Door Company
- YSMX - Canadian Gypsum Company
- YSTX - Youngstown Sheet and Tube Company
- YV   - Yosemite Valley Railway
- YVT  - Yakima Valley Transportation Company
- YW   - Yreka Western Railroad